# Frères Desmond
Les frères Desmond sont des patriotes irlandais exécutés à Manchester le 22 avril 1868. 

## Biographie
William, cordonnier, né en 1826 à Moviddy (Cork) et son frère Timothy, tailleur, né à Kilworth (en) (Cork) en 1828, furent des membres très actifs des Fénians. Capturés lors de la tentative d'évasion de Richard O'Sullivan Burke et John Sarsfield Casey et bien que défendus par John Bright, ils sont inculpés, non pour l'évasion, mais pour un attentat de 1867 qui fit douze victimes et cent-vingt blessés et officiellement pour le meurtre de Anne Hodgkinson. Bien que plaidant non coupables, ils sont condamnés à mort le 6 avril 1868, et exécutés le 22 à Manchester. 
Jules Verne les mentionne dans son roman Les Frères Kip (partie 2, chapitre X).